# Otis, Maine
Otis är en kommun i Hancock County i delstaten Maine, USA.